# 曼哈頓的三間屋
《曼哈頓的三間屋》（法語：Trois chambres à Manhattan）是一部於1965年上映的法国黑白劇情片。該片於紐約拍攝。它改編自比利時作家喬治·西默農的1946年同名小說。它講述了法國演員弗朗索瓦和美國女人凱的戀情。

## 角色
- 安妮·姬拉鐸 飾 凱·拉爾西
- 莫里斯·羅內特（英语：Maurice Ronet） 飾 弗朗索瓦·孔德
- O·E·汉斯（英语：O.E. Hasse） 飾 霍羅維奇
- 罗兰·勒萨弗尔（英语：Roland Lesaffre） 飾 皮耶爾
- 加布里埃爾·費澤蒂（英语：Gabriele Ferzetti） 飾 孔德·拉爾西
- 珍妮芙·庇芝 飾 尤蘭德·孔比斯
- 羅伯特·奧夫曼（英语：Robert Hoffmann） 飾 蒂埃里
- 瑪嘉烈·諾蘭（英语：Margaret Nolan） 飾 朱妮
- 維吉尼亞·維（法语：Virginia Vee） 飾 黑人歌手

- 罗伯特·德尼罗在晚餐一幕飾演一個不記名角色[1]。艾巴·維戈達也在當中以不記名形式飾演電梯中的男人[5]。

## 外部鏈接
- 互联网电影数据库（IMDb）上《曼哈頓的三間屋》的资料（英文）
- 爛番茄上《曼哈頓的三間屋》的資料（英文）